# إدوارد دانيلز
إدوارد دانيّلز (بالإنجليزية: Edward Daniels) هو جيولوجي أمريكي، ولد في 1828 في كامبريدج في الولايات المتحدة، وتوفي في 1916 في مقاطعة فيرفاكس في الولايات المتحدة.